# Émile Signol

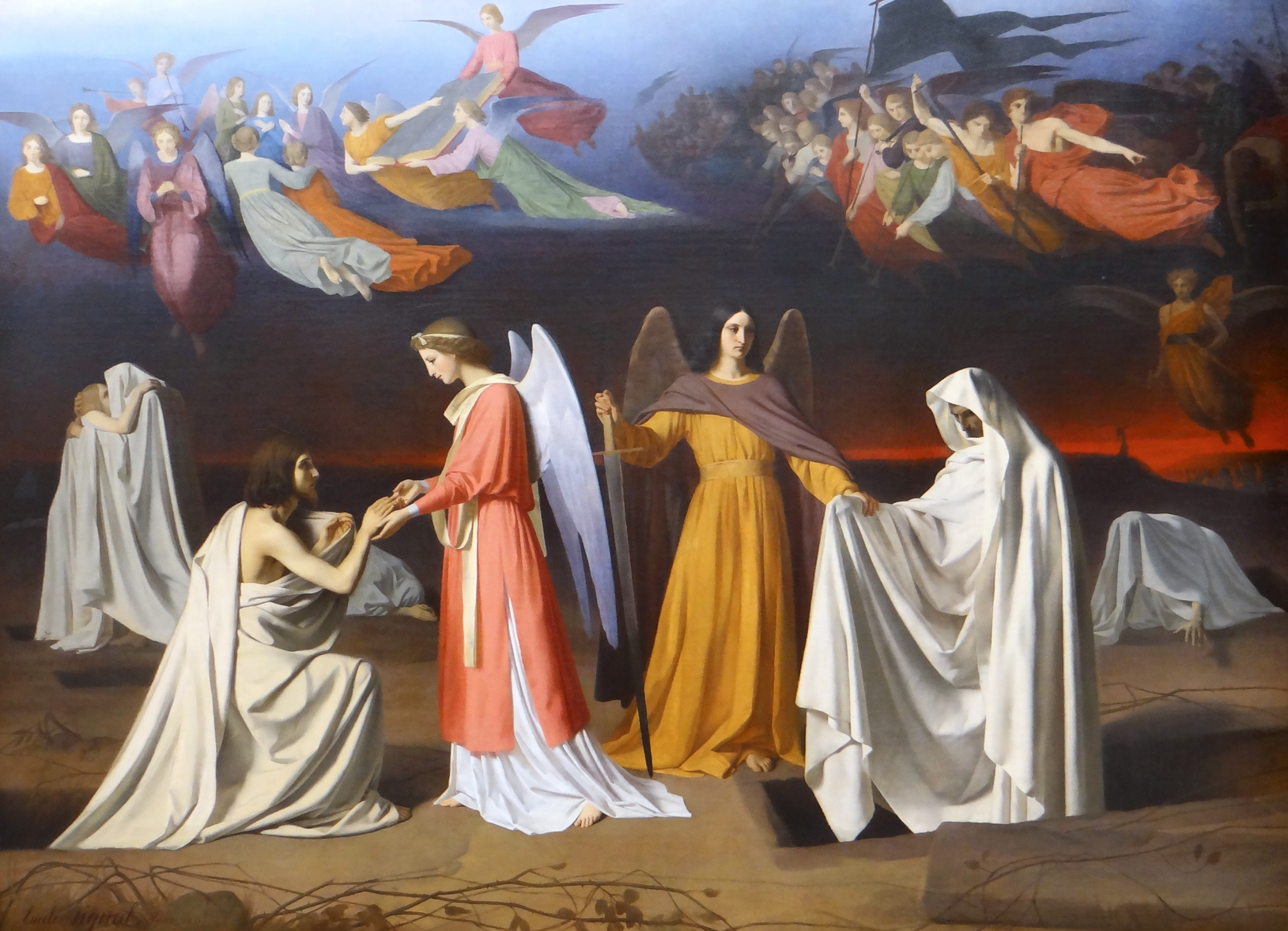
Auferstehung der Gerechten, Auferstehung der Sünder

Émile Signol (* 8. Mai 1804 in Paris; † 4. Oktober 1892 in Montmorency (Val-d’Oise)) war ein französischer Kirchenmaler sowie Kunstpädagoge.
Signol studierte an der École des beaux-arts de Paris bei Merry-Joseph Blondel und Antoine-Jean Gros.  Er debütierte im Jahr 1824 mit einem Gemälde „Joseph, der seinen Brüdern seinen Traum erzählt“. Für das Gemälde „Titulus Crucis“ erhielt er den Prix de Rome. Während seines Aufenthalts in der Villa Medici porträtierte er den Komponisten Hector Berlioz. Er blieb in Rom bis 1835.
1842 malte er den „Tod von Saphira“ für die Kirche der Sainte Madeleine und wurde anschließend beauftragt, die Kirchen von Saint Roch, Saint Sévérin, Saint Eustache und Saint Augustin zu schmücken. Vier seiner Gemälde befinden sich in der Saint-Sulpice-Kirche in Paris.
Signol wurde 1841 zum Ritter und 1865 zum Offizier der Ehrenlegion ernannt.
Er wurde 1860 zum Mitglied der Académie des Beaux-Arts in Paris gewählt.
Zu seinen Schülern gehörten Étienne Prosper Berne-Bellecour, Marie Bracquemond, Edouard Castres, Edmond Grandjean, Paul-Joseph Leyendecker, Jean Lecomte du Nouÿ, Jules Louis Machard, Pierre Puvis de Chavannes und Pierre-Auguste Renoir.